# Феоклит (Афанасопулос)
Митрополи́т Феокли́т (греч. Μητροπολίτης Θεόκλητος, в миру Панайио́тис Афанасо́пулос греч. Παναγιώτης Αθανασόπουλος; род. 13 ноября 1955, Триполис) — епископ Элладской православной церкви (формально также Константинопольской православной церкви), Иерисский, Святогорский и Ардамерийский (с 2012).

## Биография
Родился 13 ноября 1955 года в Триполисе, в Греции.
Обучался в богословском института Афинского университета.
6 декабря 1978 года был пострижен в монашество и 10 декабря 1978 года митрополитом Мантинейским Феоклитом был рукоположен в сан иеродиакона, а 26 октября 1980 года им же рукоположен в сан иеромонаха.
С 1979 по 2012 год был проповедником, а с 1992 по 2012 год — протосинкеллом в Мантинейской и Кинурийской митрополии.
5 октября 2012 года решением Священного синода иерархии Элладской православной церкви избран (40 голосами из 76 выборщиков) для рукоположения в сан митрополита Иерисского, Святогорского и Ардамерийского (архимандрит Игнатий (Рийанас) получил 20 голосов, архимандрит Хризостом (Майдонис) — 14 голосов и 2 бюллетеня были пустыми).
7 октября 2012 года в церкви Святого Василия в Триполисе был рукоположен в архиерейский сан. Хиротонию совершили: архиепископ Афинский Иероним (Лиапис), митрополит Моневасийский Евстафий (Спилиотис), митрополит Мантинейский Александр (Пападопулос), митрополит Ларисский Игнатий (Лаппас), митрополит Кассандрийский Никодим (Коракис), митрополит Сироский Дорофей (Поликандриотис), митрополит Неврокопский Иерофей (Цолиакос), митрополит Сервийский Павел (Папалексиу), митрополит Патрский Хризостом (Склифас), митрополит Гортинский Иеремия (Фудас), митрополит Коринфский Дионисий (Мандалос), митрополит Мессинийский Хризостом (Савватос), митрополит Полианийский Эммануил (Сигалас), митрополит Илийский Афинагор (Дикеакос), митрополит Лангадский Иоанн (Тассьяс), митрополит Никопольский Хризостом (Циринкас) и епископ Диавлейский Гавриил (Папаниколау).